# Nackthalsgrundel
Die Nackthalsgrundel (Babka gymnotrachelus, Synonym: Neogobius gymnotrachelus) ist eine Grundelart, die in den Zuflüssen des Schwarzen Meeres, des Asowschen Meeres und des Marmarameers in Süß- und leichtem Brackwasser vorkommt. Außerdem lebt sie im Kaspischen Meer.

## Merkmale
Sie erreicht eine maximale Gesamtlänge von ca. 16 Zentimeter. Wie die meisten Grundeln hat sie einen langgestreckten im Querschnitt eher runden Körper. Ihre Färbung ist grau bis hellbraun, wobei die Körperseiten mit unregelmäßigen dunklen Bändern gemustert sind. Namensgebend ist die vor dem Präoperculum schuppenlose Mittellinie des Nackens. Auch der Bereich von den Branchiostegalmembranen bis zu den Bauchflossen ist unbeschuppt. Der erste verzweigte Strahl der zweiten Rückenflosse ist etwa so lang wie der vorletzte.
- Flossenformel: Dorsale 1 V–VII, Dorsale 2 I/16–18, Anale 1/14–16, Pectorale 17–18, Ventrale I/5+5/I, Caudale 16–18.[2]
- Schuppenformel 54–62 + 2–3 (mLR).[1]

## Lebensraum und Lebensweise
Die Nackthalsgrundel kommt vor allem in Süßwasserhabitaten vor, verträgt jedoch auch leichtes Brackwasser mit einem niedrigen Salzgehalt. Sie lebt auf Sand- oder Schlammboden in Lagunen und Seen, in großen und kleinen Flüssen, in kleinen, schnell fließenden Bächen, in gestauten Gewässern und stehenden Kanälen und bevorzugt dabei dicht bewachsene Habitate. Die Art hat ihr Verbreitungsgebiet in den letzten Jahrzehnten stark ausgeweitet und hat stromaufwärts die Donau, den Dnepr, den Don und die Wolga besiedelt. Dabei können sich die Fische sowohl über das Ballastwasser von Schiffen als auch als Gelege, angeheftet an Schiffsrümpfe verbreitet haben. Über künstliche Wasserstraßen erreichte sie auch die Weichsel, bis zu ihrer Mündung in die Ostsee. Sie ernährt sich von Krebstieren (vor allem Flohkrebse), aquatischen Insekten (vor allem Zuckmückenlarven), Weichtieren, Borstenwürmern und kleinen Fischen. Sie kann ein Alter von 4 bis 5 Jahren erreichen und laicht zum ersten Mal im Alter von 2 Jahren, in der Zeit von April bis Juni, gelegentlich auch bis Mitte August. Weibchen können während einer Laichperiode wiederholt ablaichen, laichen gewöhnlich aber nur eine Saison lang. Die klebrigen Eier werden auf Steinen, Muscheln oder Wasserpflanzen abgelegt. Die Nackthalsgrundel betreibt Brutpflege und das Männchen bewacht die Eier bis zum Schlüpfen der Larven.

## Belege
1. 1 2 3 4 5  
Miller, P.J., 1986. Gobiidae. S. 1019–1085. In P.J.P. Whitehead, M.-L. Bauchot, J.-C. Hureau, J. Nielsen und E. Tortonese (Hrsg.) Fishes of the North-eastern Atlantic and the Mediterranean. Volume 3. UNESCO, Paris. ISBN 978-92-3-002215-0
2. 1 2 3  
Harald Ahnelt, Manfred Duchkowitsch Georg Scattolin: Neogobius gymnotrachelus (Kessler, 1857) (Teleostei: Gobiidae), die Nackthals-Grundel in Österreich. Januar 2001, S. 262–266. in Österreichs Fischerei, Jahrgang 54/2001, PDF bei Researchgate